# Chalcides striatus
Chalcides striatus là một loài thằn lằn trong họ Scincidae. Loài này được Cuvier mô tả khoa học đầu tiên năm 1829.

## Hình ảnh

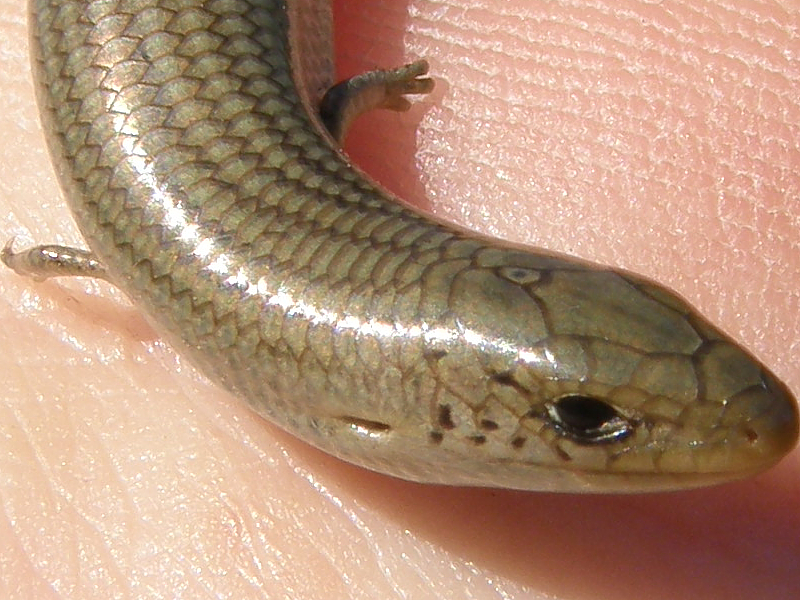
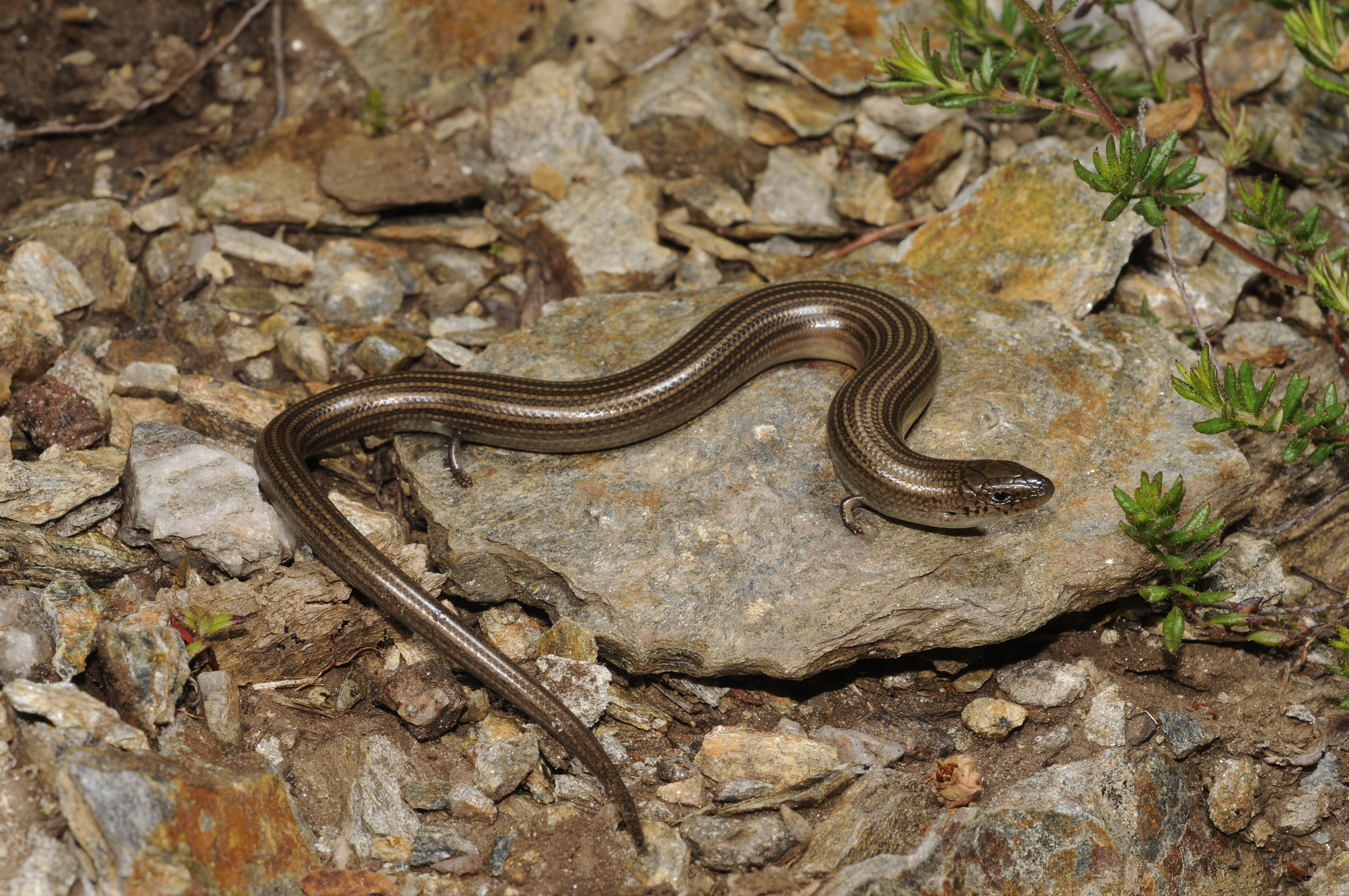